# Cima della Blese
La Cima della Blese o Piz Bles è una montagna delle Alpi del Platta nelle Alpi Retiche occidentali.
Si trova tra la Val Madris, una valle laterale della regione Viamala (Cantone Grigioni) e la val di Lei, nella provincia di Sondrio (Lombardia).